# ヤスミン・クラウザー
ヤスミン・クラウザー（Yasmin Crowther）とは、イギリスの著作家。

## 経歴
（https://www.shinchosha.co.jp/writer/3340/）より
イラン人の母とイギリス人の父のもと英国に生まれる。オックスフォード大学、ケント大学に学び、シンクタンク、サステイナビリティー社に勤務。企業コンサルタントのかたわら、35歳で『サフラン・キッチン』を執筆。2005年、ロンドン・ブックフェアにおいて、各国の出版社の注目を集め、ドイツ、イタリア、オランダなどでの出版が早々に決まり話題となる。

## 邦訳作品
- 『サフラン・キッチン』小竹由美子 訳、新潮社、新潮クレスト・ブックス、2006年8月